# Langwedocja

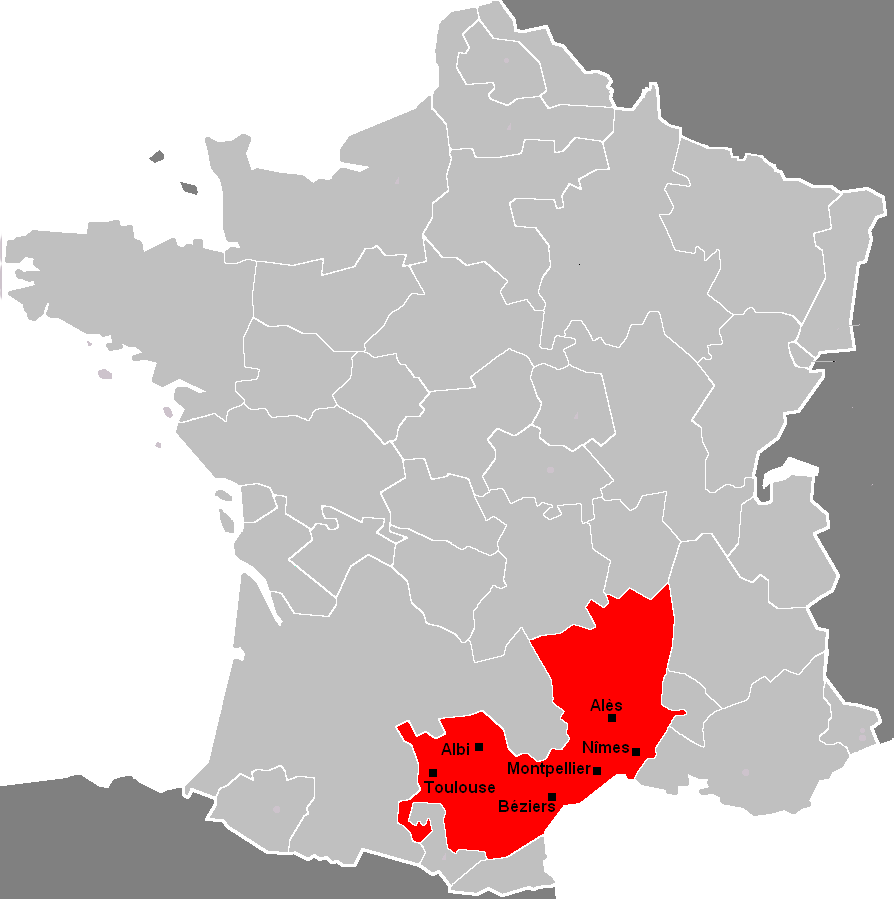
Langwedocja - położenie na mapie Francji

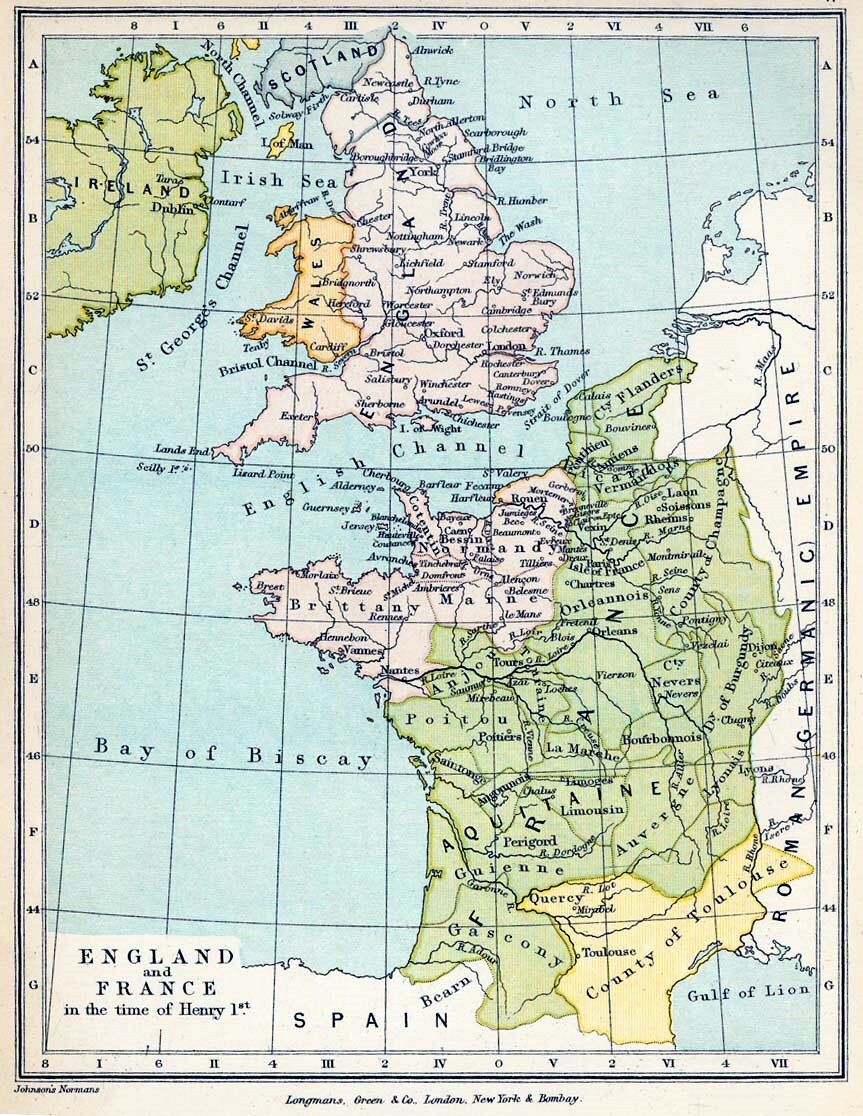
Mapa Francji i Anglii na przełomie XI i XII w. - Hrabstwo Tuluzy zaznaczone żółtym kolorem

Langwedocja (oksyt. Lengadòc, franc. Languedoc) – dawna prowincja na terenie południowej Francji, między Pirenejami, Masywem Centralnym, Rodanem i Morzem Śródziemnym. Do 2015 roku wraz z Roussillon tworzyła region administracyjny Langwedocja-Roussillon, a część obszarów zaliczanych tradycyjnie do Langwedocji należała do regionu Midi-Pireneje. Kraina słynie z produkcji wina.
Langwedocja, określana wówczas jako Hrabstwo Tuluzy, była w średniowieczu (IX-XIV w.) terenem wyjątkowego rozkwitu kultury i życia miejskiego. Pod tym względem mogła się z nią równać jedynie północna Italia i Katalonia.
Rodzimym językiem tej krainy jest oksytański – język trubadurów, który odegrał wielką rolę w historycznym rozwoju poezji katalońskiej, hiszpańskiej i francuskiej. Langwedocja jest częścią Oksytanii, rozległej krainy językowo-kulturalnej obejmującej także Prowansję, Monako, pograniczne doliny Piemontu, skrawek Ligurii i dolinę Aran w pirenejskiej części Katalonii.

## Informacje ogólne
- Powierzchnia: 27 376 km²
- Liczba ludności: 2,3 mln (2000)
- Gęstość zaludnienia: 84 os./km²
- Ważniejsze miejscowości: Montpellier, Nîmes, Narbonne, Béziers, Tuluza, Perpignan, Carcassonne.

Historyczna flaga Oksytanii